# Saint-Laurent, Côtes-d'Armor
Saint-Laurent (tiếng Breton: Sant-Laorañs) là một xã của tỉnh Côtes-d'Armor, thuộc vùng Bretagne, tây bắc Pháp.

## Dân số
Người dân ở Saint-Laurent được gọi là Saint-laurentais.
| 1962 | 273 |
| 1968 | 333 |
| 1975 | 330 |
| 1982 | 361 |
| 1990 | 437 |
| 1999 | 418 |